# Nati nel 1706
| Questa pagina contiene informazioni ricavate automaticamente dalle voci biografiche con l'ausilio del template Bio e di un bot. L'aggiornamento è periodico e automatico e ricostruisce completamente la pagina. Se manca una persona in questa lista, sei pregato di non aggiungerla, ma accertati piuttosto che la sua voce biografica contenga il template Bio e che i dati anagrafici siano correttamente compilati. Se il template Bio manca, inseriscilo tu stesso o, in alternativa, metti l'avviso {{tmp\|Bio}} che ne segnala la mancanza. Se i dati riportati sono sbagliati, correggi direttamente la voce biografica; le modifiche saranno visibili in questa lista entro pochi giorni. Per chiarimenti vedi il progetto biografie. La lista contiene solo le 97 persone che sono citate nell'enciclopedia e per le quali è stato implementato correttamente il template Bio. Pagina aggiornata al 3 feb 2025. |

## Gennaio(8)
- 1º gennaio - Henry Howard, X conte di Suffolk, nobile britannico († 1745)
- 2 gennaio - Girolamo Tartarotti, abate, letterato e filosofo italiano († 1761)
- 3 gennaio - Johann Caspar Füssli, pittore, disegnatore e scrittore svizzero († 1782)
- 14 gennaio - Augusto Giorgio di Baden-Baden, sovrano tedesco († 1771)
- 17 gennaio - Benjamin Franklin, scienziato, politico e inventore statunitense († 1790)
- 17 gennaio - Pompeo Neri, giurista e politico italiano († 1776)
- 20 gennaio - Federico Carlo Augusto di Lippe-Biesterfeld, conte tedesco († 1781)
- 28 gennaio - John Baskerville, imprenditore britannico († 1775)

## Febbraio(5)
- 3 febbraio - Giovanni Antonio Cybei, scultore e religioso italiano († 1784)
- 6 febbraio - Teodora d'Assia-Darmstadt, nobildonna austriaca († 1784)
- 11 febbraio - Nils Rosen von Rosenstein, medico svedese († 1773)
- 13 febbraio - Giuseppe Antonio Orelli, pittore svizzero († 1776)
- 16 febbraio - Giorgio Maria Lascaris, arcivescovo cattolico e patriarca cattolico italiano († 1795)

## Marzo(9)
- 1º marzo - Sébastien François Bigot de Morogues, militare francese († 1781)
- 6 marzo - Franz Christoph von Hutten, cardinale e vescovo cattolico tedesco († 1770)
- 10 marzo - Franz Konrad von Rodt, cardinale e vescovo cattolico tedesco († 1775)
- 11 marzo - Schenandoa, condottiero nativo americano († 1816)
- 14 marzo - Siegmund Jakob Baumgarten, teologo tedesco († 1757)
- 14 marzo - Udalrico Fantelli, presbitero e allevatore italiano († 1784)
- 23 marzo - Anna Maria Barbara Abesch, pittrice svizzera († 1773)
- 29 marzo - Francesco Antonio La Fornara, cantante italiano († 1781)
- 30 marzo - Tommaso Struzzieri, vescovo cattolico italiano († 1780)

## Aprile(3)
- 6 aprile - Louis de Cahusac, drammaturgo, poeta e enciclopedista francese († 1759)
- 24 aprile - Giovan Gualberto Brunetti, compositore italiano († 1787)
- 24 aprile - Giovanni Battista Martini, francescano, compositore e teorico della musica italiano († 1784)

## Maggio(3)
- 12 maggio - François Boissier de Sauvages de Lacroix, medico e botanico francese († 1767)
- 22 maggio - Samuel Troilius, religioso svedese († 1764)
- 27 maggio - Andrea Pasta, medico e letterato italiano († 1782)

## Giugno(3)
- 10 giugno - John Dollond, astronomo inglese († 1761)
- 15 giugno - Johann Joachim Kändler, ceramista tedesco († 1775)
- 20 giugno - Carlo Camuzi, patriarca cattolico italiano († 1788)

## Luglio(4)
- 3 luglio - Johann Joseph von Khevenhüller-Metsch, nobile, politico e diplomatico austriaco († 1776)
- 4 luglio - Giambettino Cignaroli, pittore italiano († 1770)
- 6 luglio - Rudolph Joseph von Colloredo-Waldsee, nobile e politico austriaco († 1788)
- 16 luglio - Charles Godefroy de La Tour d'Auvergne, nobile francese († 1771)

## Agosto(7)
- 4 agosto - Federico Carlo di Schleswig-Holstein-Sonderburg-Plön, principe danese († 1761)
- 8 agosto - Horace Mann, ambasciatore britannico († 1786)
- 11 agosto - Maria Augusta di Thurn und Taxis, duchessa († 1756)
- 13 agosto - Gaetano Lapis, pittore italiano († 1773)
- 19 agosto - Cristoforo Sizzo de Noris, vescovo cattolico italiano († 1776)
- 20 agosto - Johann Baptist von Thurn und Taxis, vescovo cattolico tedesco († 1762)
- 21 agosto - Gaetano I Boncompagni Ludovisi, principe († 1777)

## Settembre(6)
- 8 settembre - Antoine de Favray, pittore francese († 1798)
- 9 settembre - Francesco Maria Banditi, cardinale e arcivescovo cattolico italiano († 1796)
- 13 settembre - Clément de Taffanel de La Jonquière, ammiraglio francese († 1795)
- 13 settembre - Giacinto Manna, clavicembalista italiano († 1768)
- 21 settembre - Polissena d'Assia-Rheinfels-Rotenburg, principessa († 1735)
- 27 settembre - Michelangelo Carmeli, filologo italiano († 1766)

## Ottobre(6)
- 5 ottobre - Filippo Venuti, archeologo e enciclopedista italiano († 1768)
- 6 ottobre - Carlotta Amalia di Danimarca, principessa danese († 1782)
- 9 ottobre - Jean-Denis Dupré, ballerino francese († 1782)
- 12 ottobre - Luigi Gualterio, cardinale e arcivescovo cattolico italiano († 1761)
- 16 ottobre - Giuseppe Appiani, pittore, disegnatore e incisore italiano († 1785)
- 18 ottobre - Baldassare Galuppi, compositore e organista italiano († 1785)

## Novembre(8)
- 6 novembre - William Tans'ur, compositore e insegnante inglese († 1783)
- 7 novembre - Carlo Cecere, compositore e musicista italiano († 1761)
- 8 novembre - Johann Ulrich von Cramer, giurista e filosofo tedesco († 1772)
- 11 novembre - Federico Guglielmo II di Nassau-Siegen, principe tedesco († 1734)
- 14 novembre - Giovanni Battista Cacherano di Bricherasio, generale italiano († 1782)
- 18 novembre - Giovanni Federico Alessandro di Wied-Neuwied, conte († 1791)
- 22 novembre - Charles Spencer, III duca di Marlborough, nobile, politico e militare britannico († 1758)
- 26 novembre - Carlo di Holstein-Gottorp, principe tedesco († 1727)

## Dicembre(7)
- 9 dicembre - Francesco Ladatte, scultore italiano († 1787)
- 17 dicembre - Émilie du Châtelet, matematica, fisica e letterata francese († 1749)
- 24 dicembre - Anna Sofia Carlotta di Brandeburgo-Schwedt, nobildonna tedesca († 1751)
- 25 dicembre - Maria Anna di Schwarzenberg, principessa tedesca († 1755)
- 30 dicembre - Giuseppe Mosca, medico e biografo italiano († 1780)
- 31 dicembre - Maria Crocifissa Satellico, religiosa italiana († 1745)
- 31 dicembre - Alfonso Niccolai, gesuita e teologo italiano († 1784)

## Senza giorno specificato(28)
- James Abercrombie, generale britannico († 1781)
- Anastasio della Croce, teologo tedesco († 1761)
- Anne Egerton, nobildonna inglese († 1762)
- Giuseppe Asclepi, astronomo e matematico italiano († 1776)
- Sabina Auffenwerth, ceramista e decoratrice tedesca († 1782)
- Muhammad Baqir Behbahani, teologo e giurista persiano († 1791)
- John Belchier, medico inglese († 1785)
- Andrea Bernasconi, compositore italiano († 1784)
- Johann Boumann, architetto olandese († 1776)
- Valeriano Canati, poeta italiano († 1787)
- Francesco Carrega, pittore italiano († 1781)
- Joseph Dulac, militare e scrittore italiano († 1757)
- John Ellicott, orologiaio inglese († 1772)
- Johann Christoph Heilbronner, matematico e teologo tedesco († 1745)
- Hyacinthe de La Pegna, pittore fiammingo († 1772)
- James Mann, ottico inglese († 1756)
- Sarah Mapp, medico inglese († 1737)
- Girolamo Medebach, attore teatrale italiano († 1790)
- Mentewab, imperatrice etiope († 1773)
- Giovanni Domenico Olivieri, scultore italiano († 1762)
- Simon François Ravenet, incisore francese († 1774)
- Pierre Antoine de Raymondis d'Éoux, ammiraglio francese († 1792)
- Bernard-Joseph Saurin, drammaturgo, scrittore e poeta francese († 1781)
- Joseph Wagner, incisore, docente e editore tedesco († 1780)
- Edward Walpole, politico inglese († 1784)
- Anna Williams, poetessa gallese († 1783)
- Anton Maria Zanetti, bibliotecario e critico d'arte italiano († 1778)
- As'ad Pascià al-Azm,  siriano († 1757)